# Lago Amadeo
El lago Amadeo (en inglés, Lake Amadeus) es un enorme lago salado o cuenca endorreica alrededor de 50 km al norte de Uluru (Roca Ayers), ubicada en el extremo sudoeste del Territorio del Norte de Australia, entre la cordillera Macdonell y la Musgrave. Es frecuente que el lago se seque totalmente, formando un salar de gran extensión.

## Rasgos físicos y sitios cercanos
Debido a la aridez de la región, la superficie del lago Amadeo es normalmente una corteza de sal seca. En la época en que llueve lo suficiente, es parte de una cuenca hidrográfica que fluye hacia el este y que con el tiempo lo conecta con el río Finke. El lago Amadeo tiene 180 km de largo y 10 km de ancho, lo que hace de él el lago salado más grande del Territorio del Norte. Contiene alrededor de 600 millones de toneladas de sal, sin embargo, recogerla no es viable debido a lo remoto de su localización.
Cerca del lago se encuentran: Uluru (Roca Ayers), Kata Tjuta (Roca Olga) y el Monte Conner.

## Descubrimiento
El primer descubridor no aborigen de este lago fue el explorador Ernest Giles, quien inicialmente pretendió honrar a su benefactor Ferdinand von Mueller con el epónimo Lake Ferdinand («lago Fernando»). Sin embargo, debe su nombre al rey Amadeo I de España (Amadeo de Saboya), puesto que así lo prefirió Mueller, ya que antes Amadeo le había conferido un honor a él. La extensión del lago fue una barrera para Giles quien podía ver tanto la todavía sin descubrir Uluru como Kata Tjuta pero no podía alcanzarlas debido a que el seco lecho del lago no era capaz de soportar el peso de los caballos. Al año siguiente, William Gosse ascendió y le dio el nombre a ambas alturas.